# Marcelo Barbosa
Marcelo Barbosa (ur. 7 kwietnia 1975 w Brasílii) jest brazylijskim gitarzystą i nauczycielem muzyki. Jest założycielem instytutu GTR Guitar Institute. Założyciel zespołu Khallice, gitarzysta w zespołach Almah oraz Angra (w zastępstwie za Kika Loureira).

## Życiorys
Marcelo zaczął grać na gitarze w wieku 12 lat, a mając 17 lat – był już profesjonalnym gitarzystą.
W 1996 roku założył instytut GTR Guitar Institute, a w 2002 sam zaczął uczęszczać do Berklee College of Music.
Od 2007 roku jest gitarzystą zespołu Almah, z którym nagrał 4 albumy.
Zastąpił w 2015 roku gitarzystę Angry Kika Loureira, który dołączył do amerykańskiego zespołu Megadeth.

## Dyskografia
Khallice
- The Journey (2003)
- Inside Your Head (2008)

Almah
- All I Am (singiel) (2008)
- You'll Understand (singiel) (2008)
- Fragile Equality (2008)
- You Take My Hand (demo) (2008)
- Trace of Trait (singiel) (2011)
- Motion (2011)
- Raise the Sun (singiel) (2013)
- Unfold (album zespołu Almah) (2013)
- E.V.O (2016)

Angra
- Omni (2018)[1]